# Anna Nováková (překladatelka)
Anna Nováková (22. července 1921 Zábřeh – 31. května 2005 Praha) byla česká překladatelka z ruštiny. Překládala díla autorů od Gogola po Solženicyna. Později vydala i několik překladů z němčiny (Hermann Grab, Johannes Urzidil).

## Život
Narodila se jako Anna Pospíšilová v Zábřehu. zde začala navštěvovat reálné gymnázium (1932–1938). Ve studiu pokračovala na gymnáziích v Boskovicích (1938–1939) a v Praze-Vršovicích (1939–1940), kde maturovala. Do konce války pak pracovala jako úřednice. Po skončení války pracovala v nakladatelství Svoboda 1945–1948 a Rovnost 1950–1951. Současně v letech 1947–1952 studovala rusistiku a polonistiku na Filozofické fakultě Univerzity Karlovy, které zakončila v roce 1953 doktorátem. Pak působila jako překladatelka. V letech 1968–1971 pracovala ve Svazu československých spisovatelů. V období normalizace měla problémy s publikováním a tak některé překlady vycházely pod cizími jmény (Ruda Havránková, Jindřiška Smetanová, Jan Zábrana). V roce 1978 odešla do důchodu, v překladatelské práci pokračovala nadále.
Později vydala i několik překladů z němčiny (Hermann Grab, Johannes Urzidil). Překládala rovněž dětské knížky.

## Ocenění díla
Za překlad knihy Andrej Platonov, Čevengur obdržela Cenu Josefa Jungmanna za rok 1995.
Ve stejné soutěži v roce 1992 obdržely spolu s Vlastou Tafelovou prémii za překlad knihy Alexander Solženicyn: V kruhu prvním.

## Překlady

### Z ruštiny
- Sergej Timofejevič Aksakov: Rodinná kronika (Semejnaja chronika), Praha : Odeon 1979, román
- Alexandr Fadějev: Mladá garda, Praha : Mladá fronta : Svaz přátel SSSR, 1947, román, první vydání v češtině, překlad spolu se Sergejem Machoninem
- Alexandr Ivanovič Gercen: Dopisy budoucímu příteli, Praha : Melantrich, 1971 – pod jménem Ruda Havránková
- Nikolaj Vasiljevič Gogol: Petrohradské povídky (Petěrburgskije povesti), Praha : Svět sovětů, 1963; další vydání: Praha : Lidové nakladatelství, 1970, 1984
- Viktor Někrasov: Druhá noc, Praha : Naše vojsko, 1963 - výbor povídek
- Bulat Okudžava: Ahoj, študente (Buď zdorov, skoljar), Praha : SNKLU 1964, další vydání: Praha : Odeon, 1982, novela
- Jurij Karlovič Oleša: Závist (Zavist), Praha : Odeon 1961, další vydání: Praha : Svět sovětů, 1967, román
- Andrej Platonov: Co nám jde k duhu (Vprok) výbor satir, Praha : Odeon, 1966
- Andrej Platonov: Čevengur (Čevengur), román, Praha : Argo, 1995, ISBN 80-85794-81-0
- Edvard Radzinskij: Stalin (Stalin), Praha, Mladá fronta, 1998, ISBN 80-204-0702-2, spolu s Vlastou Tafelovou
- Alexandr Isajevič Solženicyn: Lenin v Curychu (Lenin v Cjuriche), literatura faktu, Praha : Academia, 2000, ISBN 80-204-0702-2, spolu s Vlastou Tafelovou
- Alexandr Isajevič Solženicyn: Rakovina (Rakovyj korpus), román, Praha : Československý spisovatel, 1992, ISBN 80-202-0400-8
- Alexandr Isajevič Solženicyn: V kruhu prvním (V kruge pervom), výbor povídek, Praha : Mladá fronta, 1992, ISBN , spolu s Vlastou Tafelovou
- Alexandr Isajevič Solženicyn: Ve vyšším zájmu, výbor povídek, Praha : Svět sovětů, 1964; další vydání: Praha, Lidové nakladatelství 1991
- Ivan Šmeljov: Sklepník (Čelovek iz restorana), román, Praha, Odeon 1977
- Lev Nikolajevič Tolstoj: Dětství, chlapectví, jinošství (Dětstvo, otročestvo, junost), autobiografie, Praha : Odeon, 1977
- Lev Nikolajevič Tolstoj: Hadži Murat (Chadži Murat), novela, Praha : Svoboda 1990; další vydání: Praha : Paseka, 1996, ISBN 80-7185-073-X
- Ivan Sergejevič Turgeněv: Lovcovy zápisky (Zapiski ochotnika) povídky, Praha : Svět sovětů, 1962; další vydání: Praha, Odeon 1972; Praha, Lidové nakladatelství 1976; Praha, Melantrich 1987; Praha, Odeon 1989
- Gleb Ivanovič Uspenskij: Ulice Na Ztracence, Praha : Odeon, 1978, pod jménem Jan Zábrana[1]
- Galina Děmykinová: Alenka a bílá volavka, Praha: Lidové nakladatelství, 1982

### Z němčiny
- Hermann Grab: Městské sady a jiné povídky, Praha : Primus, 2000, spolu s Jindřichem Bubnem)
- Johannes Urzidil: Kde údolí končí, Praha : Argo, 1996, ISBN 80-85794-63-2, spolu s Jindřichem Bubnem)
- Johannes Urzidil: Poslední host : Der letzte Gast (zrcadlové německo-české vydání), Horní Planá : Srdce Vltavy, 1999, ISBN 80-902738-0-7, spolu s Jindřichem Bubnem)